# Moncloa-Aravaca
Moncloa-Aravaca è un distretto appartenente alla città di Madrid. Viene identificato col numero 9.
Il processo che portò alla creazione del distretto Moncloa-Aravaca iniziò nel decennio degli anni ottanta, nel processo di decentralizzazione portato avanti dai sindaci Galván e Barranco.
La sede della giunta municipale di Moncloa fu collocata negli anni ottanta appunto in un palazzo al ridosso della Piazza di Moncloa, in un edificio costruito sotto Franco a cui si deve la attuale disposizione urbanistica della zona di cui fanno parte anche il Quartier generale dell'Aeronautica e l'Arco della Vittoria.
La stazione della metropolitana di Moncloa è raggiungibile con le linee 3 (Moncloa-Villaverde Alto) e la linea 6 (Circular).

## Geografia fisica
Il distretto si trova a nord-ovest del centro della città, sulle rive del fiume Manzanarre.

### Suddivisione
Il distretto è suddiviso amministrativamente in 7 quartieri (barrios):
- Aravaca
- Argüelles
- Casa de Campo
- Ciudad Universitaria
- El Plantío
- Valdemarín
- Valdezarza